# 廣幡經豐
廣幡經豐（1779年8月7日—1838年10月11日），是江戶時代後期的公卿，也是正親町源氏清華家的廣幡家當主。

## 生涯
廣幡經豐在安永八年（1779年）出生，是父母廣幡前秀及稻葉美喜（稻葉正諶女）的獨子，後因成為近衛經熙的猶子而受賜偏諱（「經」字），取名經豐。
寬政二年（1790年）敘爵從五位下；經任侍從、左近衛權少將、右近衛權中將與中宮權亮後，在寬政七年（1795年）昇敘從三位，位列公卿。
及後他也擔任過權中納言、權大納言、踏歌節會外弁和踏歌節會內弁。其中在文化八年（1811年），廣幡經豐成為光格天皇中宮欣子內親王的中宮權大夫。文政七年（1824年）他也短暫出任內大臣。
天保九年（1838年）他逝世，享年59歲。